# Farid Boulaya
Farid Boulaya (Vitròla, 25 de febrer de 1993) és un futbolista algerià d'origen francès, que juga en la posició de migcampista ofensiu. Actualment juga al FC Metz de la Ligue 1 francesa, cedit pel Girona FC, de la Primera Divisió d'Espanya.
La carrera esportiva de Boulaya comença al planter del Football Club Istres Ouest Provence. Hi debuta professionalment l'11 de maig de 2012, a la Ligue 2. El 31 d'agost del 2016, fitxa per l'Sporting Club de Bastia de la Ligue 1 per 4 temporades, però només hi disputa 2 partits. El 25 de juliol de 2017 fitxa pel Girona Futbol Club de La liga, amb un contracte per 3 temporades.